# スタンプ (クリケット)

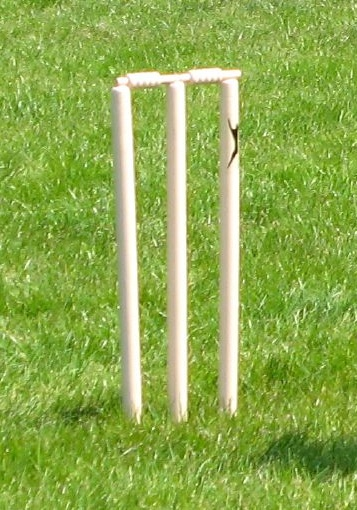
3本の柱がスタンプである。上に乗った横木2本がベイルであり、全体をウィケットという。

スタンプ（英: Stump）とは、クリケットをプレーするために用いる用具であり、ウィケットを構成している3本の柱のことである。

## 概要
3本の柱はそれぞれミドル・スタンプ、レッグ・スタンプ、オフ・スタンプと呼ばれ、打者に近い方のスタンプをレッグ・スタンプ、打者に遠い方のスタンプをオフ・スタンプという。